# Barbara Bailey
Barbara Evelyn Bailey (* 14. März 1942 in Kingston, Jamaika) ist eine jamaikanische Hochschullehrerin. Sie ist emeritierte Professorin für Erziehungswissenschaften und Gender Studies an der University of the West Indies (UWI) in Mona, Jamaika.

## Werdegang
Im Jahr 1974 schloss Bailey das Studium der Mikrobiologie an der UWI mit dem Bachelor of Science ab und studierte anschließend Erziehungswissenschaften, ebenfalls an der UWI in Mona. In Erziehungswissenschaften machte sie 1983 ihren Master of Arts und wurde 1987 zur Doktorin (Ph.D.) promoviert. Bis 1996 war sie an der erziehungswissenschaftlichen Fakultät der UWI als Dozentin tätig. Ab 1996 leitete sie als Direktorin die Abteilung für regionale Koordination (Regional Coordinating Unit) des Centre for Gender & Development Studies (CGDS) der Universität. Schon im Rahmen dieser Tätigkeit repräsentierte Bailey die jamaikanische Regierung bei internationalen Konferenzen zu Geschlechter- und Frauenrechtsfragen. Daneben war sie als Beraterin der Regierung in Geschlechterfragen tätig.
2003 wurde sie als Professorin der erziehungswissenschaftlichen Fakultät der UWI berufen. Im folgenden Jahr wurde sie Vorsitzende des National Gender Advisory Committee, das für die jamaikanische Regierung eine Strategie ausarbeiten sollte, um Geschlechter-Gleichberechtigung und soziale Gerechtigkeit zu erreichen. Auf internationaler Ebene war Bailey u. a. 2002 als Mitglied der Task Force für Gleichstellung der Karibischen Gemeinschaft (CARICOM) tätig und im Jahr 2006 Vorsitzende der jamaikanischen Delegation beim Komitee zur Beseitigung von Frauendiskriminierung (Committee on the Elimination of Discrimination against Women) (CEDAW) bei den Vereinten Nationen (UN) in New York.
Im Jahr 2008 erhielt sie den CARICOM Triennial Award for Women, im selben Jahr wurde sie zudem mit dem Order of Jamaica geehrt.